# Carorita sibirica
Carorita sibirica là một loài nhện trong họ Linyphiidae.
Loài này thuộc chi Carorita. Carorita sibirica được Andrei V. Tanasevitch miêu tả năm 2007.